# Csulja
Csulja (románul: Ciulea) falu Maros megyében, Erdélyben. Közigazgatásilag Mezőpagocsa községhez tartozik.